# Кінгу
Кінгу — в аккадській міфології чудовисько, створене, згідно космогоної поеми Енума Еліш, праматір'ю Тіамат — першоокеаном солоної води. Можливо, належав до першого покоління богів.
Після вбивства молодими богами праотця Абзу — Першоокеана прісної води — Тіамат зробила Кінгу своїм чоловіком-консортом, поставила на чолі армії з вірних їй богів і одинадцяти чудовиськ і вручила йому таблиці доль. Однак армія була розбита, Мардук убив Тіамат, розсік її тіло і створив з його половин землю і небо. Тому Тіамат асоціюється з Землею, а Кінгу з Місяцем, який захищає Землю від ударів. Молоді боги довго святкували цю перемогу, а для того, щоб святкування тривало вічно, були створені люди, які повинні були працювати і годувати богів. Кілька спроб створення закінчилися невдачею, потім з'ясувалося, що потрібна божественна кров. Кінгу, що знаходиться до цього в полоні, був убитий, з його крові і глини були створені люди.